# 伊藤舞 (アナウンサー)
伊藤 舞（いとう まい、1984年4月7日 - ）は、福岡放送（FBS）のアナウンサー。

## 経歴
3歳から10歳までの7年間、神奈川県の厚木基地の近くに住んでいた。
お茶の水女子大学在学中に ウェザーニューズ社のお天気キャスターオーディションに合格。2006年6月1日から9月3日までは、井上晴香とともに関東地区の「ケータイおは天」キャスターを、2006年10月21日から2007年3月4日までは、TV（BSデジタル910chほか）お天気キャスターを、それぞれ務めた。
2007年、福岡放送（FBS）に入社。最初の半年間は主に日中を中心にニュースを担当していたが、先輩アナウンサーの若林麻衣子が育児休暇明けで仕事を再開した関係で、10月以降は『めんたいワイド』など、ニュース以外の担当機会が増えた。ほぼ同時にブログ執筆を開始（入社半年後）し、その初めの言葉は「焦らずに、自分らしく」。また11月には高校サッカー佐賀大会の決勝で場内アナウンスを担当。
元Jリーガーの豊原慎二が入社するまではFBSで最年少のアナウンサーということもあり、次第にFBSのマスコット的存在として活躍するようになる。2009年6月、自身の冠番組『まいTV』が5回限定で放送された。翌年3月には当時のFBS若手三羽烏だった仲谷亜希子（後に退職）、直近の先輩財津ひろみとともにテレビ雑誌『月刊BLT』の取材を受ける。ただ、3人で一緒に仕事をすること自体が初めてだったという。
私生活では2012年にディレクターと結婚。当初家族は夫と飼い犬の雌のチワワ「そら」だったが、2015年2月に妊娠したことを明かし、担当していた『めんたいワイド』と同『増刊号』を降板。その後は2014年から行っていたFBS初の子育て応援イベント「かぞくのSmile day FESTA」web担当やイベント準備の仕事を続け、2015年3月のイベントが終わるのを待って出産・育児休暇に入った。2016年4月より番組復帰。
なお『めんたいワイド』では、2014年8月に番組のFacebookページ委員長になっていることが明らかとなる（HP委員長として6月から活躍中であることも記述。
2022年8月25日、全国放送される『ヒルナンデス!』（日本テレビ）の「日テレ系女性アナ オシャレ日本一決定戦　決勝！」にて、優勝を果たし、『東京ガールズコレクション』の出演が決定、9月3日、さいたまスーパーアリーナにて開催された「第35回 マイナビ 東京ガールズコレクション 2022 AUTUMN／WINTER」に出演、『ヒルナンデス!』木曜レギュラーも務める生見愛瑠とともにランウェイに登場した。
2023年に日本が開催地の一つとなっていたFIBAバスケットボール・ワールドカップを盛り上げる目的で行った九州朝日放送（KBC）とのコラボレーション企画を契機として、FBS・KBCを含む在福民放テレビ5局による共同企画を提案。この提案が採用され、2024年2月に各局のアナウンサーが他のテレビ局を訪問する様子を撮影した動画が5局のYouTube公式アカウントにて一斉配信された。

## 人物
- 血液型はAB型。
- 誕生日は、4月7日。
- 趣味は、カメラ、ヨガ、お風呂で読書。
- 好きなものは、趣味のほか、富士山。
- 嫌いなものは、料理、雨の日、暗記系。
- 特技は、辛いものを食べること、卓球。
- 座右の銘は、なんとかなる♪。
- 好きな食べ物、ドーナツ、かぼちゃ。
- 嫌いな食べ物、ちくわ、かまぼこ、プルーン。
- 尊敬する人、両親。
- ニックネーム、まい、まいまい、イトマイ。

## 出演番組

### 現在
- めんたいワイド
  - コーナー担当（2007年10月 - 2008年3月29日）
  - メインMC（2008年3月31日から2015年1月）- 先輩・古賀ゆきひとと共に担当（18時台のニュースを除く）
  - めんたいナビ（当日予告、『スッキリ!!』内）
  - プチめんたい（次週予告、土曜 20:54 - 21:00）
  - お天気＆ゲーム中継　金曜日→木曜日担当、火曜（不定期）カレー部マネージャー（2020年10月2日 - ）
  - 芸能コーナー担当

- 地元検証バラエティ 福岡くん。（2020年10月11日 - ） - アシスタント
- 優&舞の 知っトク！ふくおか（土曜 11:55 - 12:00、2021年4月3日 - ）

- 定時ニュース

### 過去
- FBSニュース（ローテーション担当）
- アフタヌーンジャーナル（日テレNEWS24）
FBSからのニュース担当（主に月曜・火曜・木曜）。
- 福岡夢実現バラエティー 頑張るキミに花束を!（金曜 19:00 - 19:56、2016年4月15日 - 2019年6月28日）
- めんたい×家族
- マイチャンネルFBS

### 映画
- 劇場版 美少女戦士セーラームーンCosmos（2023年）